# Kalojan (distrikt i Bulgarien)
Kalojan (bulgariska: Калоян) är ett distrikt i Bulgarien.   Det ligger i kommunen Obsjtina Văltjidol och regionen Oblast Varna, i den östra delen av landet, 300 km öster om huvudstaden Sofia.
Trakten runt Kalojan består till största delen av jordbruksmark. Runt Kalojan är det ganska glesbefolkat, med 25 invånare per kvadratkilometer.